# Henry Adams
Henry Brooks Adams (16 tháng 2 năm 1838 - 27 tháng 3 năm 1918) là một nhà sử học người Mỹ và là thành viên của gia đình chính trị Adams, là hậu duệ của hai vị Tổng thống Hoa Kỳ.
Khi mới tốt nghiệp Harvard thời trẻ, anh đã làm thư ký cho cha mình, Charles Francis Adams, đại sứ của Abraham Lincoln tại Vương quốc Anh. Công việc này đã ảnh hưởng đến chàng trai trẻ thông qua kinh nghiệm ngoại giao thời chiến và sự tiếp thu văn hóa Anh, đặc biệt là các tác phẩm của John Stuart Mill. Sau cuộc nội chiến Hoa Kỳ, ông trở thành một nhà báo chính trị, người đã tiếp đãi những trí thức hàng đầu của Hoa Kỳ tại nhà của ông ở Washington và Boston.
Trong suốt cuộc đời của mình, ông được biết đến nhiều nhất với tác phẩm The History of the United States of America During the Administrations of Thomas Jefferson and James Madison (Lịch sử của Hợp chúng quốc Hoa Kỳ trong thời kỳ chính quyền của Thomas Jefferson và James Madison), một tác phẩm chín tập, được ca ngợi về phong cách văn học của nó, mệnh lệnh của bằng chứng tư liệu và kiến thức sâu sắc (gia đình) về thời kỳ và các nhân vật chính của nó.
Cuốn hồi ký được xuất bản sau khi được xuất bản sau khi mất của ông, The Education of Henry Adams (Giáo dục của Henry Adams), đã giành được Giải Pulitzer và tiếp tục được Modern Library bầu chọn là cuốn sách phi hư cấu bằng tiếng Anh hay nhất của thế kỷ 20.

## Tiểu sử
Ông sinh ra ở Boston vào ngày 16 tháng 2 năm 1838, trong một gia đình nổi bật nhất của Hoa Kỳ. Cha mẹ của ông là Charles Francis Adams, Sr. (1807–1886) và Abigail Brooks (1808–1889).. Cả ông nội của ông, John Quincy Adams và ông cố, John Adams, một trong những người nổi bật nhất trong số Nhóm lập quốc Hoa Kỳ, đều đã từng là Tổng thống Hoa Kỳ. Ông ngoại của ông, Peter Chardon Brooks, là một trong những thương gia giàu có và thành công nhất Massachusetts. Một cụ cố khác, Nathaniel Gorham, đã ký bản Hiến pháp.